# Undrafted
Undrafted es una película estadounidense de 2016 dirigida y protagonizada por Joseph Mazzello. Cuenta además con las actuaciones de Tyler Hoechlin, Aaron Tveit, Chace Crawford, Jim Belushi y Ryan Pinkston. El guion, escrito también por Mazzello, está basado en la historia real de su hermano. La película se estrenó el 15 de julio de 2016 en Estados Unidos. 

## Sinopsis
Tras no ser seleccionado para las Grandes Ligas de Béisbol, un joven jugador llamado John Mazetti (Aaron Tveit) participa de un juego de béisbol recreacional junto a sus amigos, el que es visto por él como una oportunidad de superar sus sueños rotos.

## Reparto

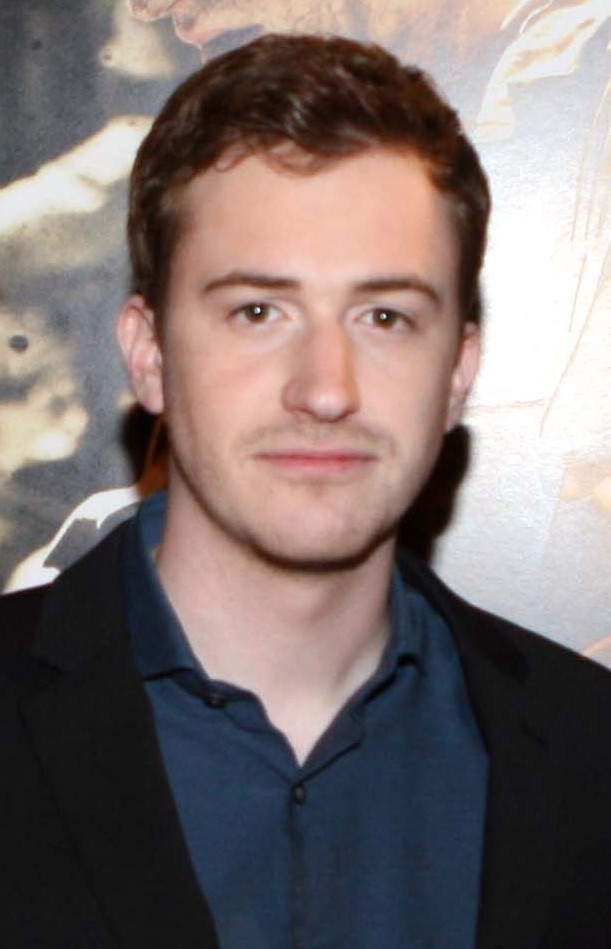
Joseph Mazzello participó como director, guionista y protagonista de la película.

- Tyler Hoechlin – Dells
- Aaron Tveit – John Mazetti
- Joseph Mazzello – Pat Murray
- Chace Crawford – Arthur Barone
- Jim Belushi – Jim
- Ryan Pinkston – Jonathan Garvey

- Datos: Q19627596